# Дудаев, Ахмед Махмудович
Ахмед Махмудович Дудаев (род. 2 августа 1987, Дуба-Юрт, Чечено-Ингушская АССР) — чеченский журналист. Помощник Главы Чеченской Республики. Министр Чеченской Республики по национальной политике, внешним связям, печати и информации. Президент Федерации шахмат Чеченской Республики. Президент Федерации шахмат СКФО. Председатель регионального отделения Общероссийской общественно-государственной организации «Ассамблея народов России» Чеченской Республики. Заместитель Секретаря Чеченского регионального отделения Партии «Единая Россия» по проектной деятельности, член Президиума Регионального политического совета Чеченского регионального отделения Партии «Единая Россия».

## Образование
В 2004 году с отличием окончил СОШ № 1 п. Чири-Юрт. 
В 2009 году окончил Грозненский государственный нефтяной институт имени академика М. Д. Миллионщикова по специальности "Разработка и эксплуатация нефтяных и газовых месторождений", квалификация "Инженер".
В 2013 году — выпускник Российской академии народного хозяйства и государственной службы при Президенте РФ по специальности "Государственное и муниципальное управление", квалификация "Менеджер".
В 2020 году окончил Федеральное государственное бюджетное образовательное учреждение высшего профессионального образования "Российская Академия народного хозяйства и государственной службы при Президенте Российской Федерации" по специальности "Средства массовой информации и информационно-библиотечное дело", квалификация  "Исследователь. Преподаватель-исследователь".

## Журналистская и иная деятельность
Трудовую деятельность начал в 2008 году в информационно-аналитическом управлении Главы и Правительства ЧР в секторе планирования, мониторинга и анализа СМИ. 
С ноября 2008 года по декабрь 2011 года – ведущий специалист-эксперт сектора планирования, мониторинга и анализа СМИ информационно-аналитического управления Администрации Главы и Правительства Чеченской Республики.
С декабря 2011 года по июнь 2012 года – главный специалист-эксперт сектора планирования, мониторинга и анализа СМИ информационно-аналитического управления Администрации Главы и Правительства Чеченской Республики.
С июня 2012 года по апрель 2016 года – консультант сектора аудиовизуальной информации и сети Интернет информационно-аналитического управления Администрации Главы и Правительства Чеченской Республики.
С апреля 2016 года по январь 2017 года – главный консультант информационно-аналитического управления Администрации Главы и Правительства Чеченской Республики.
С января по март 2017 года – главный консультант-заведующий сектором видео-фотосъемки, видеомонтажа и фото-видеоархива информационного управления Администрации Главы и Правительства Чеченской Республики.
С 9 марта 2017 по июнь 2020 года занимал должность директора Чеченской государственной телерадиокомпании «Грозный»,сменив на этом посту Бачаева Адлана. Присвоен классный чин — советник государственной гражданской службы ЧР 1-го класса. 
С 2017 года по 2022 год – заведующий кафедрой журналистики Чеченского государственного университета ЧГУ имени А.А. Кадырова. 
С 18 июня 2020 года был назначен министром информации и печати ЧР, сменив на этом посту Джамбулата Умарова. 
С апреля 2021 года по настоящее время – помощник Главы Чеченской Республики, министр Чеченской Республики по национальной политике, внешним связям, печати и информации.

## Санкции
23 февраля 2024 года Ахмед Дудаев был включён в блокирующий санкционный список США против «лиц, причастных к насильственной передаче и депортации украинских детей в лагеря, способствующие идеологической обработке детей в России, Белоруссии и оккупированном Россией Крыму».
25 мая 2025 года Ахмед Махмудович Дудаев за свою деятельность был добавлен в санкционный список Украины.

## Награды
- Благодарственное письмо Главы Чеченской Республики (2011).
- Почётная грамота Главы Чеченской Республики (2011).
- Медаль ордена «За заслуги перед Чеченской Республикой» (2013).
- Заслуженный журналист Чеченской Республики (2015).
- Почётная грамота Главы Чеченской Республики (2015).
- Орден Кадырова (17 июня 2017) — за безупречный добросовестный труд, вклад в дело информационного обеспечения населения по объективному освещению общественно-политических событий в Чеченской Республике.
- Медаль «Памяти Ахмат-Хаджи Кадырова, первого Президента Чеченской Республики» (25 декабря 2018) — за вклад в объективное освещение общественно-политических событий в Чеченской Республике, совершенствование отечественной журналистики[9].
- Орден Парламента Чеченской Республики «За развитие парламентаризма в Чеченской Республике» (2019).
- Грамота Президента Российской Федерации (2020).
- Почётная грамота Главы Чеченской Республики (2021).
- Наградной пистолет от Республики Абхазия (август 2021).
- Благодарственное письмо Главы Чеченской Республики (2022).
- Наградное оружие от Донецкой Народной Республики (15.09.2022).
- Почётная грамота Главы Чеченской Республики (2022).
- Медаль «100 лет образования Чеченской Республики» (1 сентября 2022) — за значительный вклад в развитие Чеченской Республики, безупречную работу, высокий профессионализм, проявленный при исполнении должностных обязанностей, и в связи со 100-летием Чеченской Республики.
- Благодарственное письмо Чеченского регионального отделения Всероссийской политической партии «Единая Россия» (2022).
- Знак отличия «За заслуги перед Донецкой Народной Республикой» III степени (2022).
- Наградное оружие от Донецкой Народной Республики (29.09.2022).
- Медаль ордена «За заслуги перед Отечеством» II степени (26 января 2023) — за достигнутые трудовые успехи и многолетнюю добросовестную работу[10].
- Благодарственное письмо Главы Чеченской Республики (2023).
- Орден Дружбы (26 августа 2023, Южная Осетия) — за большой личный вклад в развитие и укрепление отношений дружбы и сотрудничества между народами Республики Южная Осетия и Чеченской Республики и в связи с 15-й годовщиной признания независимости Республики Южная Осетия Российской Федерацией[11].
- Орден «За заслуги перед Отечеством» IV степени (18 сентября 2023) — за большой вклад в укрепление межнациональных отношений и в реализацию социально значимых проектов[12].
- Герой Чеченской Республики (6 октября 2023) — за выдающиеся заслуги перед Чеченской Республикой и её народом, мужество, героизм и самоотверженность, проявленные при защите интересов Отечества.
- Орден Дружбы Донецкой Народной Республики (2024).
- Почётная грамота Федерального агентства по делам национальностей (2024).
- Почётная грамота Правительства Чеченской Республики (2024).